# Midnight (Alesso)
Midnight is een nummer Zweedse dj Alesso en de Britse zanger Liam Payne uit 2020. Het is de eerste single van hun gezamenlijke EP Midnight Hour.
"In deze moeilijke tijden hopen Liam en ik dat dit nummer een beetje licht kan brengen", zei Alesso, doelend op de coronapandemie. Het nummer bevat een sample uit Still Good van DNCE. "Midnight" was met een 60e positie niet heel succesvol in Alesso's thuisland Zweden, terwijl het in Payne's thuisland het Verenigd Koninkrijk geen enkele hitlijst bereikte. In Nederland bereikte het nummer de 10e positie in de Tipparade, en in Vlaanderen de 2e positie in de Tipparade.

## Tracklijst
- Muziekdownload

1. "Midnight" - 3:40